# Mùa xuân ơi
"Mùa xuân ơi" là một bài hát được nhạc sĩ Nguyễn Ngọc Thiện sáng tác vào năm 1995. Với mong muốn có được một nhạc phẩm xuân cũng thành công như "Ngày Tết quê em" (1994) của nhạc sĩ Từ Huy, Nguyễn Ngọc Thiện đã cho ra đời "Mùa xuân ơi" cùng phần lời được ngẫu hứng viết riêng cho nhóm Tam ca Áo Trắng thể hiện. Bài hát mang thể loại nhạc trẻ pha trộn âm hưởng nhạc dân tộc. Nội dung của tác phẩm mô tả nhận thức về khung cảnh và "lòng người" trong dịp Tết Nguyên Đán, nhưng ý nghĩa sâu xa hơn nói lên "khát vọng về một dân tộc ấm no" và về "một mùa xuân bình yên, tươi đẹp."
Sau khi bản thu của Tam ca Áo Trắng được ra mắt, "Mùa xuân ơi" lập tức được đón nhận nồng nhiệt và sớm trở thành một trong những nhạc phẩm xuân bất hủ. Ca khúc sau đó đã được trình diễn bởi nhiều nghệ sĩ khác nhau, điển hình như Mây Trắng, Quang Linh và Quang Dũng. Kế nhiệm sự phát hành của tác phẩm, Nguyễn Ngọc Thiện đã tiếp tục sáng tác hơn hai mươi bài hát khác cùng thuộc chủ đề Tết, trong đó bao gồm "Xúc xắc xúc xẻ".

## Hoàn cảnh ra đời
Vào năm 1991, nhạc sĩ Nguyễn Ngọc Thiện cùng sáu người bạn thân thiết (Trịnh Công Sơn, Từ Huy, Tôn Thất Lập, Trần Long Ẩn, Nguyễn Văn Hiên và Thanh Tùng) thành lập nhóm Những người bạn để đàm đạo về âm nhạc, biểu diễn trên sân khấu, và hằng tháng lại tụ họp một lần để chia sẻ về những sáng tác của họ. Vào cuối năm 1993, Nguyễn Ngọc Thiện khi ấy đang đảm nhiệm vị trí biên tập tại Hãng phim Phương Nam và đang trong quá trình thực hiện album tuyển tập Chúc xuân. Ở khoảng thời gian này, ông cho rằng nhạc xuân trước 1975 chưa được phép lưu hành nên việc tìm kiếm những tác phẩm cùng thuộc chủ đề là rất khó; chính vì vậy, các thành viên của Những người bạn sau đó đã quyết định mỗi người viết một bài hát xuân. Tuy nhiên, trong album Chúc xuân cuối cùng cũng chỉ có "Ngày Tết quê em" của Từ Huy, "Hoa xuân ca" mà Trịnh Công Sơn đã chấp bút vào năm 1986, và "Hát cùng mùa xuân" được Nguyễn Ngọc Thiện và Diệp Minh Tuyền đồng sáng tác. Vào tối 28 Tết năm 1994, nhạc sĩ Từ Huy rủ Nguyễn Ngọc Thiện đi dạo thành phố Hồ Chí Minh để tìm quà mua tặng bạn gái. "Bọn tôi đi dọc đường Lê Thánh Tôn, Lê Lợi... thấy các shop bán hàng đều phát ['Ngày Tết quê em']. Tôi thấy rất bất ngờ và thú vị vì băng cassette đó chúng tôi vừa làm xong và phát hành một tháng sau Noel, 28 Tết đã nghe rồi. Tôi biết là băng bán được và bài hát của bạn tôi thành công" ông kể.
Mong muốn được viết một ca khúc cũng đạt hiệu ứng cao như sáng tác của Từ Huy, vào năm 1995, Nguyễn Ngọc Thiện đã lấy cảm hứng và dựa theo chủ đề "dân tộc" của "Ngày Tết quê em" để sáng tác "Mùa xuân ơi". Trước đó, từ năm 1987 ông đã có ba tác phẩm nhạc Tết riêng, bao gồm: "Tình xuân", "Ta đã thấy mùa xuân" và "Mùa xuân lộc mới".Tuy không có ý định viết thêm bài hát khác do "Mùa xuân lộc mới" ở thời điểm này vẫn còn thịnh hành, vào phút chót, nhạc sĩ Nguyễn Ngọc Thiện vẫn ngẫu hứng sáng tác "Mùa xuân ơi" và nhanh chóng hoàn tất tác phẩm trong thời gian ngắn.

## Sáng tác
—Nguyễn Ngọc Thiện nói về nguồn cảm hứng và động lực để ông sáng tác các ca khúc mang chủ đề lễ Tết.
"Mùa xuân ơi" là một ca khúc nhạc trẻ mang tiết tấu "rộn ràng" và "vui tươi", cùng lời nhạc vỏn vẹn 20 câu. Theo nhà báo Tuấn Chiêu của VietNamNet, "Mùa xuân ơi" nói lên "khát vọng về một dân tộc ấm no," về "một mùa xuân bình yên, tươi đẹp" và là "những tâm tư của [nhạc sĩ] gửi đến những người con phương xa về cảm xúc mong chờ ngày Tết, về khoảnh khắc sum họp..." Nguyễn Ngọc Thiện cho rằng ông thường xuyên đưa đề tài xã hội vào các nhạc phẩm xuân sau khi quan sát thấy những ca khúc có chung đề tài (như "Xuân họp mặt" của Văn Phụng hay các sáng tác của Lê Dinh) gặt hái được nhiều thành công. Đối với ông, đề tài xã hội ở đây là "nhận thức đường phố thế nào, lòng người ra sao" khi xuân đến; còn hình ảnh cây mai, mâm cỗ, tiếng pháo, chim én... được ông đưa vào thêm tựa như một hàm ý tốt lành. Riêng về phần lời của "Mùa xuân ơi", ông muốn "cô đọng" những ký ức về ngày Tết của ông từ thuở thơ ấu tới lúc trưởng thành trong bài hát. Ca khúc này cùng các nhạc phẩm xuân ông viết đều mang âm hưởng nhạc dân tộc nhằm phản ánh chính chủ đề của chúng, thay vì mang âm hưởng nhạc Tây phương thường thấy ở các tác phẩm thuộc nội dung khác của vị nhạc sĩ.
Trong câu hát mở đầu "Xuân xuân ơi, xuân đã về", tác giả không dùng từ "tết" là để tránh bị trùng lặp với phần lời "Tết tết tết tết đến rồi" của "Ngày Tết quê em". Theo nguyên văn giải thích của vị nhạc sĩ, ông sợ "bạn [Từ Huy] lại càu nhàu bảo 'chú mày lấy ý tưởng của tao.'" Kể từ đó, Nguyễn Ngọc Thiện thú nhận cũng vì lý do này mà ông chỉ dám sử dụng từ "Xuân" trong các nhạc phẩm kế tiếp của mình. Một phần lời khác là "Tiếng chúc giao thừa chào đón mùa xuân," cũng bị đổi từ "tiếng pháo" sang "tiếng chúc" vì Nhà nước khi ấy vừa ban hành chủ trương cấm đốt pháo. Nhạc sĩ cũng cho biết giai điệu, quãng giọng và các yếu tố nhạc lý khác của ca khúc đã được giữ ở mức đơn giản, để khán giả ở mọi lứa tuổi có thể thoải mái hát theo mà không cảm giác bị "đánh đố." Ông tiếp tục sáng tác "Xúc xắc xúc xẻ" và hơn hai mươi bài hát khác về Tết sau khi "Mùa xuân ơi" được phát hành. Ông chia sẻ: "Tôi có duyên sáng tác ca khúc xuân vì tôi 'si mê' mùa xuân đến lạ kỳ." Chính vì điều này, bạn bè nghệ sĩ của vị tác giả đã ví von ông là "Nhạc sĩ của mùa xuân."

## Các bản thu âm và trình diễn trực tiếp
Nhóm Tam ca Áo Trắng — người đồng thời cũng trình bày "Ngày Tết quê em" trong album Chúc xuân — đã được nhạc sĩ Nguyễn Ngọc Thiện chỉ định thể hiện "Mùa xuân ơi" kể từ khi ông lên ý tưởng sáng tác ca khúc. Sau khi thu âm xong, vị nhạc sĩ chưa dám dựng video âm nhạc cho bài vì không biết tác phẩm của mình "có ăn" hay không. Theo như lời kể của Nguyễn Ngọc Thiện, ông đã hỏi ý Từ Huy về việc quay video "Ngày Tết quê em" cho băng hình xuân năm 1995 của hãng phim Phương Nam sản xuất nhưng bị từ chối vì vấn đề giá cả. Cuối cùng, giám đốc hãng quyết định quay video bài "Mùa xuân ơi" để thế chỗ ca khúc, còn Nguyễn Ngọc Thiện phải một thời gian sau mới thuyết phục được bạn dựng video cho "Ngày Tết quê em". Dù thế, trái nghịch vời lời kể này của ông, album video Chúc xuân (1995) chỉ có sự xuất hiện của video "Ngày Tết quê em". Còn video âm nhạc của "Mùa xuân ơi", được đạo diễn Phan Điền và nhà phát hành Bến Thành Audio & Video thực hiện, nằm trong album Triệu đoá hoa hồng (1996). Sau đó, bài hát cũng được phối lại và dành cho nhóm Mắt Ngọc trình diễn trong album video Mùa xuân cho em do Hãng phim Phương Nam thực hiện năm 2000 và Xuân hạnh phúc vào năm 2002.
Trong album tuyển tập Tình xuân 6 – Xuân 2000 (1999), nhạc sĩ Đức Trí đã sản xuất một bản cover của ca khúc cho các ca sĩ trực thuộc Kim Lợi Studio trình bày. Một video âm nhạc cho phiên bản này cũng đã được thực hiện, với sự xuất hiện của Cẩm Ly, Minh Thuận, Hà Phương, Cát Phượng, Hữu Lộc và nhiều nghệ sĩ khác. Năm 2003, phiên bản "Mùa xuân ơi" của nhóm Mây Trắng được ra mắt lần đầu tiên trong album tuyển tập Tình ca mùa xuân. Ca khúc sau đó đã được nhóm trình bày tại lễ trao giải Mai Vàng lần thứ 6 (tổ chức vào năm 2006), chương trình Chung tay đón Tết năm 2009 (song ca cùng Mắt Ngọc), và chương trình Sài Gòn đêm thứ 7 năm 2016. Trong số Paris By Night thứ 80 với chủ đề Tết khắp mọi nhà, Xuân Mai đã trình diễn liên khúc "Mùa xuân ơi" và "Ngày Tết quê em" tại Trung tâm Phát thanh Truyền hình Canada vào cuối năm 2006. Ở năm kế tiếp, nam ca sĩ Quang Linh tiếp tục thể hiện bài hát trong đêm diễn Con đường âm nhạc lần thứ 16 với chủ đề "Những khúc tình ca", được tổ chức nhằm tri ân những sáng tác của nhạc sĩ Nguyễn Ngọc Thiện.
Tương tự như Xuân Mai, ca sĩ Quang Dũng cũng thu âm liên khúc "Mùa xuân ơi"/"Ngày Tết quê em" cho album Xuân (2008), và sau đó trình diễn riêng "Mùa xuân ơi" trong chương trình Hương Tết Việt năm 2014. Cũng trong năm này, diễn viên Thái Hòa tham gia một video âm nhạc có sử dụng ca khúc để quảng bá cho một thương hiệu làm móng. Nam ca sĩ Ngô Kiến Huy đã trình diễn bài hát trong mùa đầu tiên của Ca sĩ giấu mặt vào năm 2015, và ở năm kế tiếp, anh tiếp tục song ca bài hát cùng ca sĩ Ái Phương. Vào năm 2017, Bích Phương thu âm "Mùa xuân ơi" cho đĩa đơn "Bao giờ lấy chồng?", lấy tựa là "Xuân xuân ơi xuân đã về". Tuy nhiên, bản cover này vẫn được đặt theo tên gốc ở một vài phiên bản khác của EP. Việt Hương, Nguyễn Phi Hùng, Dương Triệu Vũ, Nhật Tinh Anh, Khổng Tú Quỳnh, Vĩnh Thuyên Kim, Phạm Thanh Thảo,Giang Hồng Ngọc, Tam Ca 3A và tập thể nghệ sĩ của chương trình Gala Nhạc Việt, là những tên tuổi khác cũng đã trình bày "Mùa xuân ơi".

## Đánh giá
Kể từ khi "Mùa xuân ơi" được ra mắt, nó "lập tức nhận được sự đón nhận nồng nhiệt hơn bất cứ ca khúc nào viết về xuân thời điểm bấy giờ", theo báo điện tử VietNamNet. Tờ báo này viết thêm, "Từ Bắc chí Nam, từ thôn quê đến thành phố, đi đến đâu, người ta cũng có thể bắt gặp giai điệu và những ca từ quen thuộc đều đặn vang lên khắp mọi nẻo đường. Dựa trên khát vọng về một dân tộc ấm no, thái hòa, Nguyễn Ngọc Thiện đã khéo léo viết lên và gieo vào lòng người nghe những ca từ vui tươi, rộn ràng nhưng cũng đủ tinh tế, lắng đọng để đưa họ đến những thổn thức nhớ thương về một mùa xuân bình yên, tươi đẹp của đất trời." Báo điện tử VnExpress trích lời từ ca khúc, "Xuân xuân ơi xuân đã về/Có nỗi vui nào hơn ngày xuân đến" và hết lời khen ngợi, "Lời ca tươi vui, hân hoan của 'Mùa xuân ơi' như tiếng gọi đầy cảm thán của lòng người trước thềm mùa xuân", trong khi báo điện tử của Đài Tiếng nói Việt Nam thì nhận định, "Bài hát tràn đầy sự hồn nhiên, trong sáng và yêu đời khi mùa xuân về".
Cho đến nay ca khúc đã trở thành một trong những nhạc phẩm xuân nổi tiếng, còn độ phổ biển của nó được VnExpress cho là tập trung rộng rãi nhất ở khu vực miền Nam. Nhận xét về phiên bản của Tam ca Áo Trắng, tác giả Nguyễn Ngọc Thiện khen ngợi phần trình diễn của nhóm là "dễ thương, hát tốt" và cho rằng Tam ca Áo Trắng khi đó "được mời đi diễn ở đâu cũng hát bài đó." Trong một bài báo mà nhạc sĩ Nguyễn Phú Yên viết cho tờ Tuổi Trẻ, ông cho rằng Tam ca Áo Trắng từng thể hiện nhiều khúc ca xuân nhất trong số các nghệ sĩ là do "ưu thế về quyện bè và hợp ca đầy đặn." Bên cạnh đó, ông cũng chỉ ra màn trình diễn của nhóm trong "Mùa xuân ơi" và "Ngày Tết quê em" là "gây dấu ấn nhất". "Mùa xuân ơi" sau đó đã được trình diễn lại bởi nhiều nghệ sĩ khác nhau và thường nằm trong top những sáng tác có tiền tác quyền lớn nhất vào quý I hằng năm. Nguyễn Ngọc Thiện nhận xét: "Tôi thích thú vì anh em sau này phối nhạc hay hơn thời trước. Những nhạc sĩ phối nhạc bây giờ giỏi vi tính và phần mềm, phối không thua gì Hàn Quốc."